# اچ‌ام‌اس بارلانگ
اچ‌ام‌اس بارلانگ (به انگلیسی: HMS Baralong) یک کشتی بود که طول آن ۳۶۰ فوت (۱۱۰ متر) و ارتفاع آن ۲۸٫۳۴۷ فوت (۸٫۶۴۰ متر) بود. این کشتی در سال ۱۹۰۱ ساخته شد.